# Повітряна битва в Гельголандській бухті
Повітряна битва в Гельголандській бухті — рейд ВПС Великої Британії проти кораблів Крігсмаріне, розміщених у Гельголандській бухті. Відбувся 18 грудня 1939 року і став початком кампанії повітряної оборони Рейху.

## Битва
Після вторгнення Німеччини до Польщі Велика Британія оголосила війну Третьому Рейху, однак фактично на суші ніяких бойових дій не велось. На морі ж німецькі підводні човни почали полювати за торговими судами союзників. Для протидії цьому британське міністерство авіації вирішило провести рейд проти надводних німецьких кораблів, які здійснювали підтримку субмарин у на півночі Атлантичного океану.
18 грудня 1939 чотири ескадрильї (24 літаки Vickers Wellington) вилетіли у напрямі Гельголандської бухти з метою потопити або нанести максимальну можливу шкоду кораблям, які там знайдуться. Бомбардувальники були перехоплені німецькими винищувачами Messerschmitt Bf 110 і зазнали значних втрат, фактично не виконавши основне бойове завдання. Деякі винищувачі були збиті, однак в цілому битва завершилась перемогою Люфтваффе.

## Наслідки
Важливим довгостроковим наслідком битви стало спростування британської ідеї про те, що «бомбардувальник завжди прорветься». Теоретично, бомбардування краще проводити вдень, щоб отримати кращу точність. Але провал рейду у Гельголандській бухті показав, що втрати під час денних бомбардувань втрати можуть бути занадто великими.
Що ж до німців, то після своєї перемоги вони стали вважати, що об'єкти на території Німеччини є невразливими для атак. Згодом, після перемог Вермахту у 1939—1940 роках, ця віра ще більше укріпилась. Таким чином, Верховне командування Люфтваффе на деякий час перестало приділяти увагу розвитку сил, завданням яких була оборона Німеччини від авіанальотів союзників. В результаті німці виявились неготовими до захисту від кампаній стратегічного бомбардування, які почали пізніше проводити ВПС США.